# Encyclopaedia Metallum
Encyclopaedia Metallum: The Metal Archives (znana też jako Encyclopaedia Metallum lub The Metal Archives) – anglojęzyczna encyklopedia internetowa zespołów różnych form muzyki metalowej. Encyklopedia gromadzi podstawowe dane na temat każdego zespołu muzycznego, m.in. historię i informacje o grupie, pełną dyskografię, status członków zespołu i linki zewnętrzne. Serwis był notowany w rankingu Alexa na miejscu 10 289.
Jej twórcami są dwaj Kanadyjczycy, posługujący się pseudonimami Morrigan i Hellblazer. Strona została uruchomiona 17 lipca 2002 roku.
W marcu 2013 roku Encyclopaedia Metallum posiadała w swej bazie ponad 90 000 zespołów.
13 listopada 2014 osiągnięty został próg 100 000 skatalogowanych zespołów w bazie.